# National Basketball League 2005-2006
La National League Basketball 2005-2006 è stata la 28ª edizione della National Basketball League, la massima lega di basket australiana.

## Squadre partecipanti
- Adelaide 36ers
- Brisbane Bullets
- Cairns Taipans
- Hunter Pirates
- Illawarra Hawks
- Melbourne United
- N.Z. Breakers
- Perth Wildcats
- Sydney Kings
- Townsv. Crocodiles
- Sydney Spirit

## Regular Season

### Classifica
|     | Squadra            | G  | V  | P  | PF    | PS    |
| --- | ------------------ | -- | -- | -- | ----- | ----- |
| 1.  | Sydney Kings       | 32 | 26 | 6  | 3.472 | 3.094 |
| 2.  | Melbourne United   | 32 | 25 | 7  | 3.305 | 2.984 |
| 3.  | Illawarra Hawks    | 32 | 19 | 13 | 3.231 | 3.101 |
| 4.  | Adelaide 36ers     | 32 | 19 | 13 | 3.222 | 3.277 |
| 5.  | Cairns Taipans     | 32 | 18 | 14 | 3.200 | 3.107 |
| 6.  | Brisbane Bullets   | 32 | 17 | 15 | 3.373 | 3.280 |
| 7.  | Perth Wildcats     | 32 | 16 | 16 | 3.219 | 3.178 |
| 8.  | Hunter Pirates     | 32 | 13 | 19 | 3.126 | 3.315 |
| 9.  | N.Z. Breakers      | 32 | 9  | 23 | 3.179 | 3.471 |
| 10. | Townsv. Crocodiles | 32 | 9  | 23 | 3.283 | 3.483 |
| 11. | Sydney Spirit      | 32 | 5  | 27 | 2.994 | 3.324 |

## Playoffs

### Brisbane - Perth
| Brisbane 8 febbraio 2006 | Brisbane Bullets | 91 – 96 | Perth Wildcats | Brisbane Convention Centre (3.996 spett.) |

### Cairns - Hunter
| Cairns 9 febbraio 2006 | Cairns Taipans | 88 – 80 | Hunter Pirates | Cairns Convention Centre (4.726 spett.) |

### Wollongong - Perth
| Wollongong 10 febbraio 2006 | Illawarra Hawks | 101 – 121 | Perth Wildcats | WIN Entertainment Centre (3.345 spett.) |

### Adelaide - Cairns
| Adelaide 11 febbraio 2006 | Adelaide 36ers | 103 – 106 | Cairns Taipans | Adelaide Arena (5.492 spett.) |

### Melbourne - Perth

#### Gara 1
| Melbourne 14 febbraio 2006 | Melbourne United | 94 – 78 | Perth Wildcats | State Netball and Hockey Centre (3.107 spett.) |

#### Gara 2
| Perth 16 febbraio 2006 | Perth Wildcats | 101 – 106 | Melbourne United | Challenge Stadium (4.400 spett.) |

### Sydney - Cairns

#### Gara 1
| Sydney 15 febbraio 2006 | Sydney Kings | 112 – 87 | Cairns Taipans | Sydney Entertainment Centre (3.192 spett.) |

#### Gara 2
| Cairns 17 febbraio 2006 | Cairns Taipans | 82 – 84 | Sydney Kings | Cairns Convention Centre (4.852 spett.) |

### Finale

#### Gara 1
| Sydney 24 febbraio 2006 | Sydney Kings | 93 – 100 | Melbourne United | Sydney Entertainment Centre (5.890 spett.) |

#### Gara 2
| Melbourne 26 febbraio 2006 | Melbourne United | 103 – 99 | Sydney Kings | State Netball and Hockey Centre (3.500 spett.) |

#### Gara 3
| Sydney 28 febbraio 2006 | Sydney Kings | 83 – 88 | Melbourne United | Sydney Entertainment Centre (5.561 spett.) |

## Vincitore
| Campioni NBL 2005-2006       |
| ---------------------------- |
| Melbourne Tigers (3º titolo) |

## Statistiche
| Categoria               | Giocatore       | Squadra               | Stat  |
| ----------------------- | --------------- | --------------------- | ----- |
| Punti per gara          | Cortez Groves   | Wollongong Hawks      | 24,1  |
| Rimbalzi per gara       | Larry Abney     | Townsville Crocodiles | 11,3  |
| Assist per gara         | Darryl McDonald | Melbourne Tigers      | 7,1   |
| Palle rubate per gara   | Darryl McDonald | Melbourne Tigers      | 2,2   |
| Stoppate per gara       | Chris Anstey    | Melbourne Tigers      | 2,3   |
| Percentuale dal campo   | David Stiff     | Melbourne Tigers      | 57,3% |
| Percentuale da 3        | John Phillip    | Wollongong Hawks      | 49,0% |
| Percentuale tiri liberi | Brett Maher     | Adelaide 36ers        | 86,5% |

## Premi
- NBL Most Valuable Player: Chris Anstey, Melbourne Tigers
- NBL Rookie of the Year: Mark Worthington, Sydney Kings
- NBL Finals MVP: Chris Anstey, Melbourne Tigers
- NBL Coach of the Year: Alan Westover, Melbourne Tigers

- All-NBL Team
  - Brett Maher, Adelaide 36ers
  - C.J. Bruton, Sydney Kings
  - Cortez Groves, Wollongong Hawks
  - Larry Abney, Townsville Crocodiles
  - Chris Anstey, Melbourne Tigers